# 山崎大祐
山崎 大祐 （やまざき だいすけ、1980年5月21日 - ）は日本の社会起業家であり、株式会社マザーハウス代表取締役副社長。マザーハウスカレッジ主宰。東京都出身。

## 略歴
1980年東京生まれ。高校時代は物理学者を目指していたが、幼少期の記者への夢を捨てられず、慶應義塾大学総合政策学部に進学。大学在学中にベトナムでストリートチルドレンのドキュメンタリーを撮影したことをきっかけに、途上国の貧困・開発問題に興味を持ち始める。
2003年3月大学卒業後、ゴールドマンサックス証券でエコノミストとして日本及びアジア経済の分析・調査・研究や各投資家への金融商品の提案を行う。
2006年、山口絵理子と共に「途上国から世界に通用するブランドをつくる」を理念とする株式会社マザーハウスを立ち上げ、2007年から取締役副社長として、本格的に経営に参画する。
2019年3月より、同社代表取締役副社長に。年間の半分は途上国を中心に海外を飛び回り、マーケティング・生産両サイドを管理している。
また、「Warm Heart, Cool Head （熱い情熱と冷静な思考）」この2つを両立しながら社会を変革していくために、挑戦を続けている方々をゲストに招き、対談を通じて現在の挑戦につながるきっかけや、結果を生み出すための戦略・思考を議論する場「マザーハウスカレッジ」や同じテーマで経営者向け経営ゼミなども代表として運営。
その他にも、ブランドコンサルティングファームである株式会社Queの社外取締役や、日本ブラインドサッカー協会の外部理事なども務める。

## 連載
- 東洋経済ONLINE
- NEWS PICKS マザーハウス「情熱女社長」を脇で支える「ロジカル副社長」

## 受賞歴
- 第11回キャリアデザイン大賞・特別賞受NHKのEテレ賞

## 出演歴
- NHK Eテレ 「“救国”の大学論2014」
- テレビ朝日 「朝まで生テレビ 激論！若手起業家大集合！ド～する？！ニッポン」
- TBSテレビ 「グッとラック！」毎週金曜日コメンテーター

## インタビュー
- PRESIDENT Online 20億円の取引より1万5000円のバッグを売る喜び
- TUNING POINT 「思い」を持って仕事に臨む人に、成長曲線はかなわない。だから年収が20分の1になろうと、素直に生きる。
- greenz 「理念」と「ビジネス」の融合に取り組む会社が増えなければ、社会は変わらない。「マザーハウス」山崎大祐さんが事業を拡大して気づいた、経済合理性だけに支配されない社会のつくりかた
- Social Out 前例がないビジネスを支え続ける自己成長より大切な、仲間への思い
- NNA ASIA 【アジアで会う】山崎大祐さん　マザーハウス代表取締役副社長　第253回　途上国発ブランドを世界へ（シンガポール）
- HUFFPOST 【イベント開催】働きかたが多様化する時代に、それでも「会社」は必要か？ 先駆者たちと語り尽くす
- HUFFPOST 「働きかた改革」全盛の時代に、マザーハウス副社長・山崎大祐が語る"会社"の存在意義
- HUFFPOST 「僕は現役時代、コーチをつけなかった」。為末大が陸上引退後、ビジネス界で戦える理由
- Venture Navi 連載（2019年10月15日～　全6話）

## その他
山口絵理子は慶應義塾大学の竹中平蔵ゼミで知り合った後輩にあたる。